# Хэмилтон, Уильям
Уильям Фрэнк Хемилтон (англ. William Frank Hamilton; 1884 — ?) — американский легкоатлет, чемпион летних Олимпийских игр 1908.
На Играх 1908 в Лондоне Хемилтон участвовал в трёх дисциплинах. Он стал чемпионом в смешанной эстафете, а также дошёл до полуфиналов забегов на 100 и 200 м.